# Choice Hotels
Choice Hotels International (NYSE: CHH) è una delle più grandi catene alberghiere al mondo.
Il gruppo possiede i marchi Comfort Inn, Comfort Suites, Quality Inn, Sleep Inn, Clarion, Cambria Hotel Suites, Mainstay Suites, Suburban Extended Stay, Econo Lodge, Rodeway Inn e Ascend Hotel Collection.

## Storia
L'azienda nasce nel 1939 con il nome di Quality Courts, una catena di sette motel nel Sud. Nel 1941, il gruppo acquisi il Quality Courts United.
Nel 1982, vennero creati i marchi Quality Inns, Comfort Inns e qualità Royale. [
Il 1990 Quality International ha cambiato il suo nome in Choice Hotels International.
Nel 2005, Choice Hotels introdusse una nuova linea di suite di lusso, progettata in stile contemporaneo chiamato Cambria Suites.

## Marchi
- Ascend Hotel Collection
- Cambria Hotels & Suites
- Clarion Hotels
- Clarion Suites
- Comfort Inn/Comfort Inn & Suites
- Comfort Suites
- Econo Lodge
- Mainstay Suites

Logo della Choice Hotels International

- Quality Inn/Hotel/Quality Inn & Suites
- Rodeway Inn
- Sleep Inn/Sleep Inn & Suites
- Suburban Extended Stay Hotel